# Diemelstadt
Diemelstadt – miasto w Niemczech, w kraju związkowym Hesja, w rejencji Kassel, w powiecie Waldeck-Frankenberg.

## Współpraca
Miejscowość partnerska:
- Kranichfeld, Turyngia